# Louise Fatio
Louise Fatio (* 1906 in der Schweiz; † 1993 in New Jersey) war eine schweizerisch-amerikanische Kinderbuchautorin. Sie ist vor allem bekannt für ihre einfühlsamen Geschichten, die sie häufig in Zusammenarbeit mit ihrem Ehemann, dem Grafiker und Illustrator Roger Duvoisin, veröffentlichte.

## Leben und Werk
Louise Fatio wurde 1906 in der Schweiz geboren und wuchs dort auf. Im Jahr 1927 emigrierte sie mit ihrem Ehemann Roger Duvoisin in die Vereinigten Staaten. Die enge künstlerische Partnerschaft des Paares prägte viele ihrer Werke, die bei Kindern und Eltern gleichermaßen beliebt waren.
Ihre bekannteste Buchreihe ist Der glückliche Löwe (The Happy Lion), die ab 1954 in den USA erschien. Die Illustrationen zu dieser Reihe stammen von ihrem Ehemann Roger Duvoisin.
Zusätzlich zu Der glückliche Löwe schuf Louise Fatio in Zusammenarbeit mit ihrem Ehemann mehrere weitere Kinderbücher, die Generationen von Leserinnen und Lesern begeistern konnten. Ihre Werke zeichnen sich durch liebevolle Geschichten, einfühlsame Charaktere und eine enge Verbindung von Text und Bild aus.
Louise Fatios Geschichten und die Illustrationen ihres Mannes Roger Duvoisin hinterließen einen bleibenden Eindruck in der Welt der Kinderliteratur. Sie gehören bis heute zu den Klassikern, die durch ihre zeitlose Botschaft und ästhetische Gestaltung hervorstechen.

## Auszeichnung
Der glückliche Löwe wurde 1955 von Regina und Fritz Mühlenweg aus dem Englischen übersetzt und 1956 mit dem ersten Deutschen Jugendliteraturpreis (damals Deutscher Jugendbuchpreis) in der Kategorie Kinderbuch ausgezeichnet.